# San Carlos, Chile
San Carlos este un oraș din regiunea Biobío, Chile. Suprafața totală este de 874 km². Comuna avea o populație totală de 50.088 locuitori (2002).